# Christophe Diguet
Christophe Diguet (* 8. Mai 1978) ist ein ehemaliger französischer Radrennfahrer.
Christophe Diguet wurde 2003 Zweiter bei dem Eintagesrennen Bordeaux-Saintes. 2006 gewann er eine Etappe bei der Tour de Gironde und er konnte das Eintagesrennen Prix de la Mi-Août für sich entscheiden. 2007 und 2008 fuhr er für das französische Continental Team Auber 93. In seinem ersten Jahr dort wurde er Dritter bei der Tro-Bro Léon und Siebter beim Grand Prix de Fourmies.

## Erfolge
2006
- eine Etappe Tour de Gironde
- Prix de la Mi-Août

## Teams
- 2007 Auber 93
- 2008 Auber 93